# Municipio Potosí
Das Municipio Potosí ist ein Verwaltungsbezirk im Departamento Potosí im Hochland des südamerikanischen Anden-Staates Bolivien.

## Lage im Nahraum
Das Municipio Potosí ist eins von vier Municipios in der Provinz Tomás Frías. Es grenzt im Westen an das Municipio Yocalla, im Norden an das Municipio Tinguipaya, im Osten an die Provinz Cornelio Saavedra, im Süden an die Provinz José María Linares und im Südwesten an die Provinz Antonio Quijarro.
Der zentrale Ort des Municipio ist die Stadt Potosí mit 174.973 Einwohnern (2012) im westlichen, zentralen Bereich des Municipios.

## Geographie
Das Municipio Potosí liegt im östlichen Teil des bolivianischen Altiplano zwischen den Anden-Hochgebirgsketten der Cordillera Occidental im Westen und der Cordillera Central im Osten. Das Klima ist semiarid und ein typisches Tageszeitenklima, bei dem die täglichen Temperaturschwankungen deutlicher ausfallen als die jahreszeitlichen Schwankungen.
Die durchschnittliche Jahrestemperatur im Municipio Potosí beträgt 11,4 °C (siehe Klimadiagramm Potosí), die Monatswerte schwanken zwischen 8 °C im Juni/Juli und gut 13 °C von November bis März. Der Jahresniederschlag beträgt nur etwa 350 mm, wobei in den Sommermonaten von April bis Oktober jeweils weniger als 15 mm Niederschlag fallen, und nur die Zeit von Dezember bis Februar nennenswerte Monatsniederschläge zwischen 60 und 80 mm aufweist.

## Bevölkerung
Die Einwohnerzahl ist zwischen 1992 und 2024 um etwa drei Viertel angestiegen:
| Jahr | Einwohner | Quelle       |
| ---- | --------- | ------------ |
| 1992 | 123.381   | Volkszählung |
| 2001 | 145.057   | Volkszählung |
| 2012 | 189.652   | Volkszählung |
| 2024 | 218.336   | Volkszählung |

Die Lebenserwartung der Neugeborenen liegt bei 63 Jahren, der Alphabetisierungsgrad bei den über 15-Jährigen bei 89 Prozent, und der Anteil der städtischen Bevölkerung im Municipio beträgt 92 Prozent. (2001)

## Politik
Ergebnis der Regionalwahlen (concejales del municipio) vom 4. April 2010:
| Wahl- berechtigte |  | Wahl- beteiligung | gültige Stimmen |  | AS     | MAS-IPSP | FCRP  | A.C.U. | S.P.P. | MSM   |
| ----------------- |  | ----------------- | --------------- |  | ------ | -------- | ----- | ------ | ------ | ----- |
| 108.020           |  | 93.363            | 70.585          |  | 32.400 | 24.419   | 6.487 | 3.217  | 3.108  | 954   |
|                   |  | 86,4 %            | 75,6 %          |  | 45,9 % | 34,6 %   | 9,2 % | 4,6 %  | 4,4 %  | 1,4 % |

Ergebnis der Regionalwahlen (elecciones de autoridades políticas) vom 7. März 2021:
| Wahl- berechtigte |  | Wahl- beteiligung | gültige Stimmen |  | PAN-BOL | MAS-IPSP | AS      | M.O.P. | PUKA SUNQU | DEMOCRATAS |
| ----------------- |  | ----------------- | --------------- |  | ------- | -------- | ------- | ------ | ---------- | ---------- |
| 151.910           |  | 132.089           | 115.011         |  | 51.034  | 23.157   | 16.654  | 10.430 | 6.127      | 3.704      |
|                   |  | 86,95 %           | 87,07 %         |  | 44,37 % | 20,13 %  | 14,48 % | 9,07 % | 5,33 %     | 3,22 %     |

## Gliederung
Das Municipio unterteilt sich in die folgenden vier Kantone (cantones):
- 05-0101-01 Kanton Potosí - 52 Ortschaften - 179.901 Einwohner - zentraler Ort: Potosí
- 05-0101-02 Kanton Tarapaya - 12 Ortschaften - 764 Einwohner - zentraler Ort: Tarapaya
- 05-0101-03 Kanton Huari Huari - 19 Ortschaften - 3.152 Einwohner - zentraler Ort: Huari Huari
- 05-0101-04 Kanton Chulchucani - 76 Ortschaften - 5.835 Einwohner - zentraler Ort: Chiltera Grande

## Ortschaften im Municipio Potosí
- Kanton Potosí
  - Potosí 174.973 Einw. - Santiago de Ockoruro 477 Einw. - Jesús de Machaca 444 Einw. - Agua Dulce 257 Einw. - La Esquina 157 Einw.

- Kanton Tarapaya
  - Tarapaya 96 Einw.

- Kanton Huari Huari
  - Huari Huari 915 Einw. - Chaquilla Alta 613 Einw.

- Kanton Chulchucani
  - Karachipampa 798 Einw. - Manquiri 420 Einw. – Chiltera Grande 161 Einw.